# John Dewey
John Dewey (n. 20 octombrie 1859 în Burlington, Vermont, SUA; d. 1 iunie 1952) a fost un filozof, psiholog și pedagog american.
Aparține grupului de psihologie funcționalistă care a activat la Școala de la Chicago.
Poziția sa se detașează ca instrumentalistă. A avut preocupări speciale pentru problemele educației copilului.

## Viziunea asupra procesului educativ
În 1900 a evidențiat câteva idei privind educația copiilor:
1. Materiile trebuie să fie concordante cu interesele copilului și centrate pe elevi nu pe teme;
2. Atmosfera școlii trebuie să fie democratică;
3. Sarcinile trebuie să fie relatate copilului, sprijinite pe experiența sa și oferite atunci când el este gata pentru ele;
4. Învățarea devine reală când se problematizează pentru copil materialul;
5. Experiența școlară să nu se convertească doar în performanțe academice, ci să impregneze tânărului un spirit de investigație și să-l pregătească totodată pentru participarea activă la locul său în comunitate.

A pus bazele teoriei activității mintale.
A fondat școala experimentală “The University Elementary School” unde a pus în aplicație teoriile sale.
Prin aplicarea aspectelor anterior enumerate la formarea programelor școlare și a metodelor de instruire se reduce mult din risipa de resurse constată de Dewey în sistemul educațional tradițional.

## Lucrări
1. Psychology, 1886
2. The Reflex Arc Concept of Psychology, 1896
3. The Child and the Curriculum (Copilul și curriculum-ul)
4. The School and Society (Școala și societatea)
5. Experience and Education (Experiență și educație)